# Akihiro Sato (agosto de 1986)
Akihiro Sato (佐藤 昭大 Sato Akihiro?, nacido el 30 de agosto de 1986 en Asahi) es un futbolista japonés que se desempeña como guardameta.

## Trayectoria

### Clubes
| Club                | País  | Año         |
| ------------------- | ----- | ----------- |
| Sanfrecce Hiroshima | Japón | 2005 - 2009 |
| Ehime FC            | Japón | 2007        |
| Kashima Antlers     | Japón | 2010 - 2015 |
| Roasso Kumamoto     | Japón | 2016 -      |

## Estadística de carrera

### J. League
| Club                | Año   | J. League | J. League | Copa J. League | Copa J. League | Total | Total |
| Club                | Año   | Part.     | Goles     | Part.          | Goles          | Part. | Goles |
| ------------------- | ----- | --------- | --------- | -------------- | -------------- | ----- | ----- |
| Sanfrecce Hiroshima | 2005  | 8         | 0         | 0              | 0              | 8     | 0     |
| Sanfrecce Hiroshima | 2006  | 0         | 0         | 1              | 0              | 1     | 0     |
| Ehime FC            | 2007  | 28        | 0         | -              | -              | 28    | 0     |
| Sanfrecce Hiroshima | 2008  | 24        | 0         | -              | -              | 24    | 0     |
| Sanfrecce Hiroshima | 2009  | 6         | 0         | 1              | 0              | 7     | 0     |
| Kashima Antlers     | 2010  | 0         | 0         | 0              | 0              | 0     | 0     |
| Kashima Antlers     | 2011  | 0         | 0         | 0              | 0              | 0     | 0     |
| Kashima Antlers     | 2012  | 0         | 0         | 2              | 0              | 2     | 0     |
| Kashima Antlers     | 2013  | 0         | 0         | 2              | 0              | 2     | 0     |
| Kashima Antlers     | 2014  | 0         | 0         | 1              | 0              | 1     | 0     |
| Kashima Antlers     | 2015  | 10        | 0         | 0              | 0              | 10    | 0     |
| Roasso Kumamoto     | 2016  | 41        | 0         | -              | -              | 41    | 0     |
| Roasso Kumamoto     | 2017  | 10        | 1         | -              | -              | 10    | 1     |
| Total               | Total | 127       | 1         | 7              | 0              | 134   | 1     |